# Liste der Monuments historiques in La Brosse-Montceaux
Die Liste der Monuments historiques in La Brosse-Montceaux führt die Monuments historiques in der französischen Gemeinde La Brosse-Montceaux auf.

## Liste der Bauwerke
| Bezeichnung | Beschreibung | Standort | Kennzeichnung | Schutzstatus | Datum | Bild           |
| ----------- | ------------ | -------- | ------------- | ------------ | ----- | -------------- |
| Wegekreuz   |              | (Lage)   | PA00086838    | Inscrit      | 1946  | weitere Bilder |

## Liste der Objekte
- Monuments historiques (Objekte) in La Brosse-Montceaux in der Base Palissy des französischen Kultusministeriums